# Zaurus

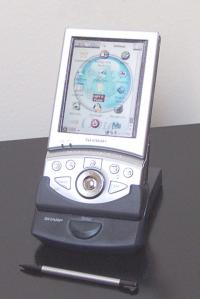
Sharp Zaurus SL-5500 gira su OpenZaurus e OPIE, con docking cradle (base) e penna

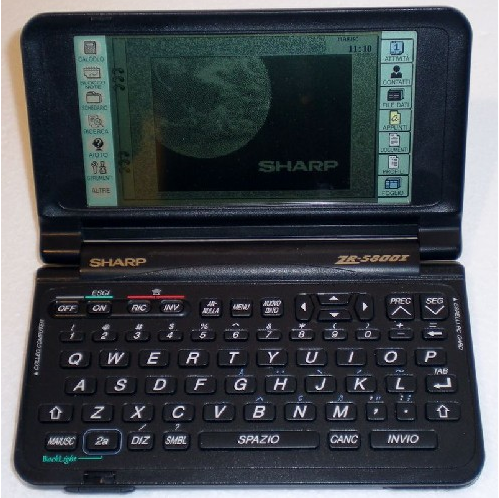
Sharp Zaurus ZR-5800

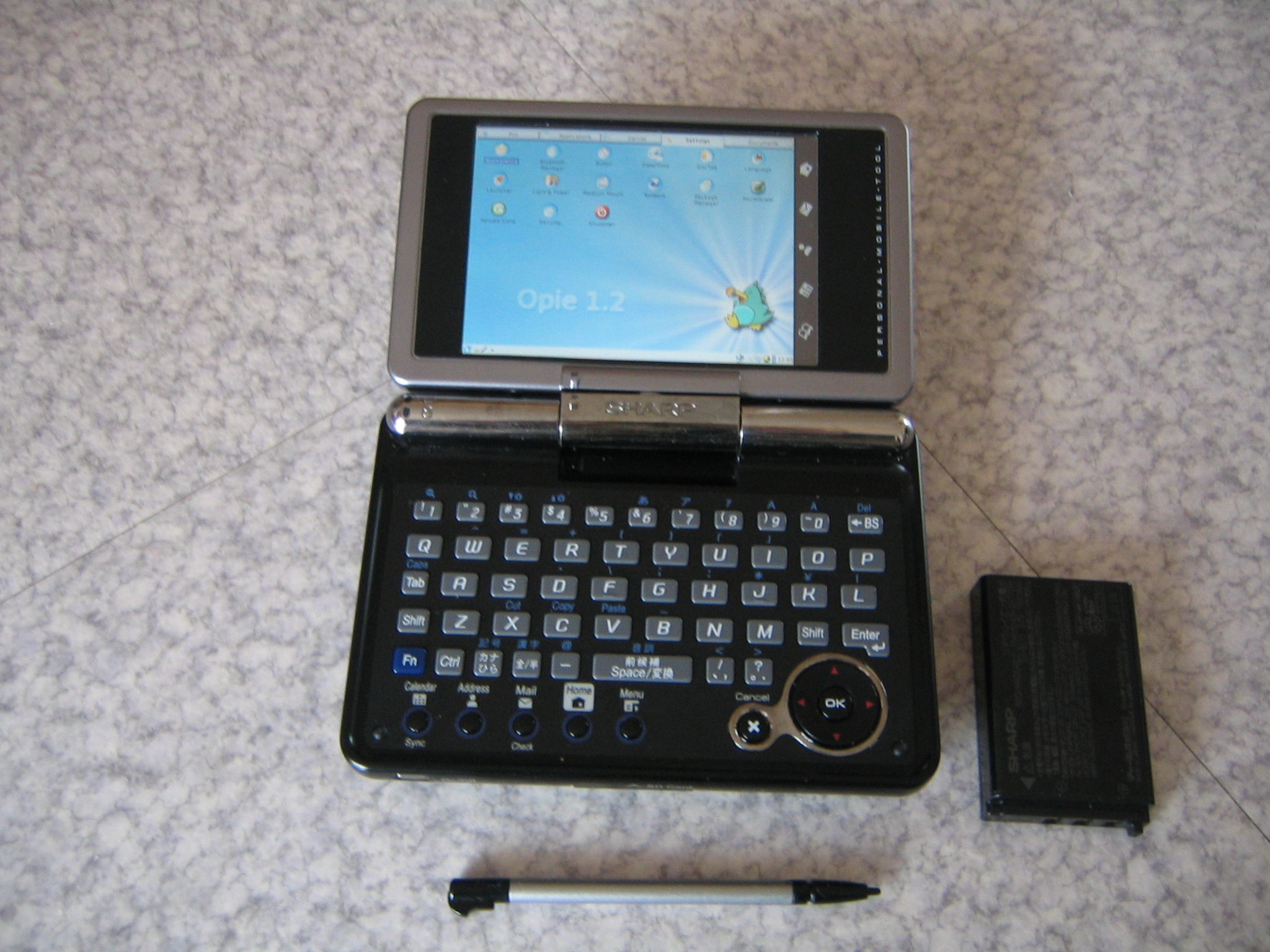
Sharp Zaurus SL-C3100 su cui gira OpenZaurus e OPIE, con la penna ed una batteria

Gli Zaurus sono computer palmari o PDA costruiti dalla Sharp Corporation per il mercato giapponese; funzionano con i sistemi operativi GNU-Linux e, recentemente, su OpenBSD.
I modelli della serie Zaurus SL-CXXXX hanno uno schermo retro illuminato touch screen, una tastiera qwerty, uno slot CompactFlash PCMCIA, uno slot per l'espansione con memorie SD ed una porta mini USB.

## Storia
Zaurus è stato il PDA più conosciuto durante gli anni '90 in Giappone ed era basato su un sistema operativo proprietario. Sharp fu il primo costruttore di PDA ad utilizzare GNU Linux come sistema operativo, ed il primo modello è stato l'SL-5000D, sul quale girava Qtopia basato su Embedix Plus. Il nome Zaurus deriva dal suffisso comune applicato ai nomi dei dinosauri, che risulta particolarmente accattivante e suggestivo in Giappone.
Nel 2007 Sharp ha annunciato la decisione di sospendere la produzione, anche se alcuni rivenditori (Trisoft) hanno documentato che i pezzi inviati erano stati prodotti in date successive alla data ufficiali di dismissione della produzione.
Il 30 ottobre 2008 Cortez ha pubblicato l'aggiornamento Zubuntu 1.0.

## Sistemi Operativi OS Non-Linux
Non vi è un porting di OpenBSD per i diversi modelli di Zaurus. Il porting è disponibile per SL-C3000, SL-C3100 e SL-C3200 con lo sviluppo continuo al fine di espandere il supporto per il C860 e C1000. Questo porting di OpenBSD, tuttavia, non sostituisce del tutto il sistema operativo originale, né è reso disponibile come immagine della ROM, ma piuttosto utilizza quelle originali di Linux per installare un bootloader e installare la stessa OpenBSD come su qualsiasi altra piattaforma. Vi è anche un porting di NetBSD che è in fase di sviluppo, sulla base dei lavori da OpenBSD.

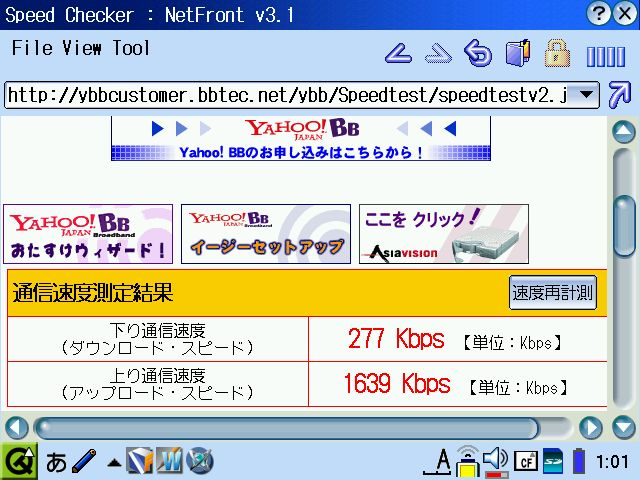
SL-C1000 screenshot con browser NetFront su desktop Qtopia